# Блок Наталії Вітренко «Народна опозиція»

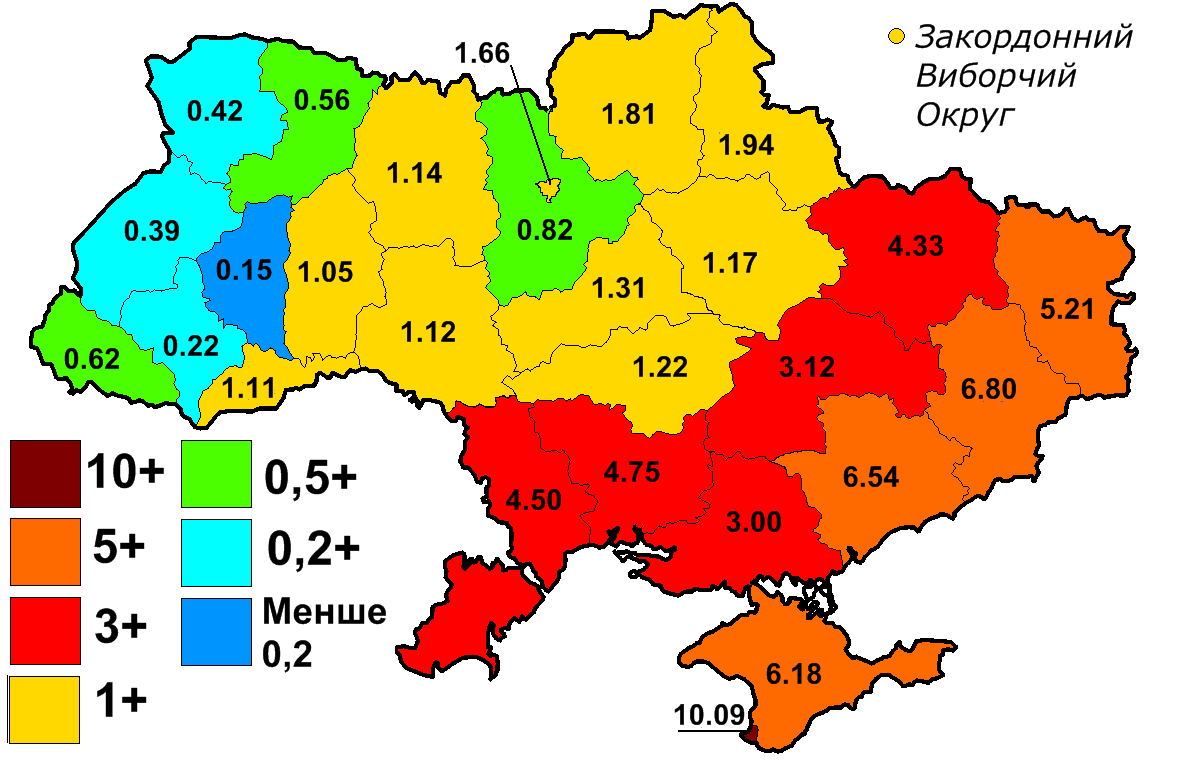
Результати на парламентських виборах 2006 року за регіонами

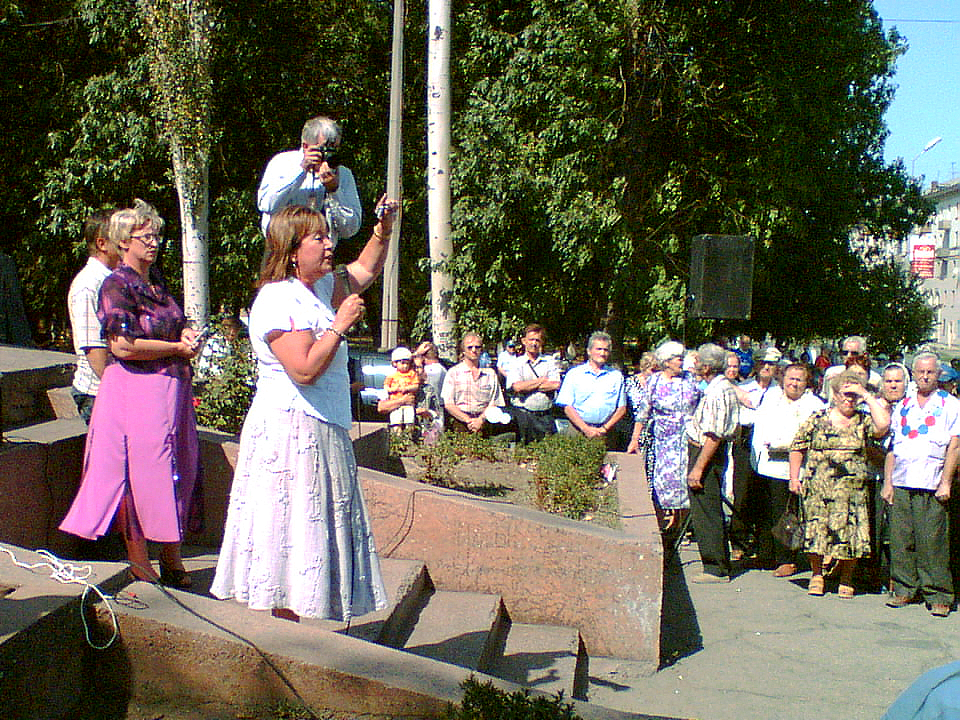
Лідерка блоку Наталя Вітренко в Алчевську, вересень 2008

Бло́к Ната́лії Вітре́нко «Наро́дна опози́ція» — український передвиборчий блок, очолюваний Наталією Вітренко, у який входили Прогресивна соціалістична партія України та партія Русь. Блок було спеціально створено для участі у парламентських та місцевих виборах у 2006 році. За результатами виборів до парламенту, блок отримав підтримку 743 704 виборців, тобто 2,93 % від усіх голосів. Прохідний бар'єр для партій та блоків на цих виборах становив 3 %, тож «Народна опозиція» до Парламенту не потрапила. Однак блок зумів подолати 3 % бар'єр у ряді регіонів, і отримав представництво у багатьох органах місцевого самоврядування. Тоді ж Блок Наталії Вітренко "Народна опозиція" подав скаргу до Європейського суду з прав людини, доводячи, що держава Україна "не забезпечила прозорий і чесний підрахунок голосів" на парламентських виборах. Зокрема, блок мав своїх депутатів у всіх обласних радах Півдня та Сходу України, Верховній Раді Автономної Республіки Крим, Севастополі, а також у Сумській області.

## Ідеологія
- За надання російській мові статусу другої державної.
- Проти вступу України до НАТО, антизахідна риторика.
- За союз між Україною, Росією та Білоруссю.